# Josef Anton Steffan
Josef Anton Steffan (eigentlich: Josef Antonín Štěpán, auch Giuseppe Antonio Steffani; * 13. März 1726 in Kopidlno, Böhmen; † 12. April 1797 in Wien) war ein österreichischer Komponist der Klassik, Cembalist und Musikpädagoge.

## Leben
Josef Anton Steffan erhielt seinen ersten musikalischen Unterricht vermutlich von seinem Vater, einem Kantor. 1741 flüchtete er vor der preußischen Armee nach Wien, wo er vom Besitzer seines Heimatortes, dem Grafen Schlick aufgenommen wurde. Er erhielt Kompositions- und Cembalounterricht von Georg Christoph Wagenseil, galt bald als dessen bester Schüler und brillantester Cembalist Wiens.
1766 bekam er einen Vertrag als Lehrer („Klaviermeister“) der Prinzessinnen Maria Karolina und Maria Antonia, der späteren Königin Marie-Antoinette von Frankreich.
Bereits 1775 wurde er aus dem Hofdienst entlassen und pensioniert. Ursache war eine Augenkrankheit, die zu seiner Erblindung führte.
Diese hinderte ihn zwar nicht an der Fortführung seiner kompositorischen Arbeit, isolierte ihn aber gesellschaftlich zunehmend, sodass er bei seinem Tod im April 1797 bereits weitgehend in Vergessenheit geraten war.

## Werk
Steffans kompositorisches Werk umfasst geistliche Werke, Kammermusik (z. B. Lieder), besonders aber Klaviermusik (Capriccios, Sonaten für Cembalo und Fortepiano) und Solokonzerte (6 Konzerte für Cembalo oder Harfe op. 3) und ein Klavierkonzert in B-Dur (entstanden etwa 1780–90). Von Bedeutung sind vor allem seine Kompositionen für Tasteninstrumente (anfangs für Cembalo, später für das Hammerklavier), in denen er konventionelle Regeln seiner Zeit brach und eine individuelle musikalische Handschrift entwickelte.

### Kompositionen
- 6 Capricci für Klavier
- Concerto für zwei Alt-Blockflöten und Basso continuo F-Dur
- 6 Concerts pour clavecin ou harpe avec accompagnement de violons, violoncelles, flûtes et cors de chasse op. 3, Nr. 1-6
- Divertimenti op. 1 Nr. 1-6
- Divertimento für 2 Klaviere, 2 Violinen und Bass Es-Dur [ursprünglich Haydn zugeschrieben, war Hob:XIV:Es1]
- Divertimento B-Dur
- Klavierkonzert B-Dur
- Klaviertrio C-Dur
- Menuette für Klavier
- Sammlung deutscher Lieder für das Klavier
- Sonate in D-Dur S.30
- Sonate in G-Dur S.13
- Sonate in Es-Dur S.19
- Sonate in B-Dur S.20
- Sonate in A-Dur S.21
- Sonate in G-Dur S.28
- XI Variationen über eine bekannte Ariette von Johann Christian Bach
- 25 variationi per il cembalo di forte piano